# Benedikt Schack

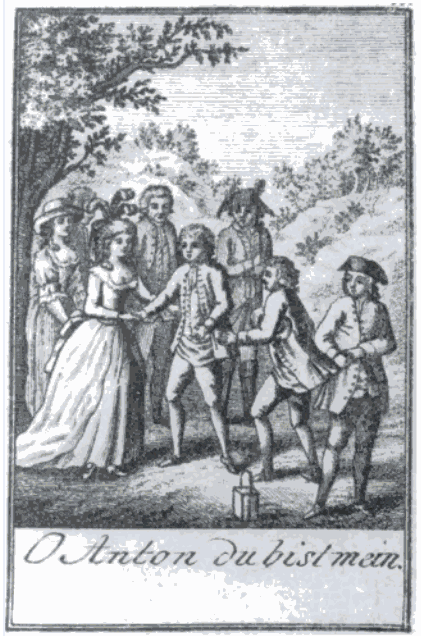
Benedikt Schack representando con la troupe de Schikaneder: el número "O Anton du bist mein" del Singspiel Die Zween Anton. Schack está en el centro, sus manos sostenidas por la soprano Josepha Hofer y el barítono/empresario Emanuel Schikaneder.

Benedikt Schack (nombre real en checo, Benedikt Žák; nacido el 7 de febrero de 1758 en Mirotice, Bohemia - fallecido el 11 de diciembre de 1826 en Múnich, Baviera) fue un tenor y compositor de la época clásica, un buen amigo de Mozart y el primer intérprete (1791) del papel de Tamino en la ópera La flauta mágica de Mozart.
Schack gozó de una voz excelente de tenor, cantó con mucho éxito en Praga, Salzburgo, Viena, Graz y Múnich, y el 1780 fue nombrado maestro de capilla del príncipe Cardath.
De sus óperas la que consiguió mayor éxito fue Die beiden Oentone, también compuso una misa y diversas composiciones vocales. También fue amigo de Haydn. Mozart escribió especialmente para él La flauta mágica, en la que Schack interpretó el rol de Tamino.